# Ньивпорт
Ньивпорт (нидерл. Nieuwpoort, МФА [ˈniu̯poːrt]) — портовый город и морской курорт на берегу Северного моря, в Западной Фландрии (Бельгия). Население составляет 11,4 тыс. человек (2015 г.). Исторический центр города расположен в 3 км от побережья, современная застройка — у впадения в море реки Эйзер, на которой и стоит Ньивпорт. Через город проходит линия бельгийского берегового трамвая.

## Название
В середине XII в. им было Isera Portus, позже — Neo Portus, Novum Oppidum и Novus Portus. В XVII ст. на английском языке город назывался Nevport'ом. Обыкновенно нынешнее имя Ньивпорта и половина его прежних обозначений переводятся как «новый порт».

## История

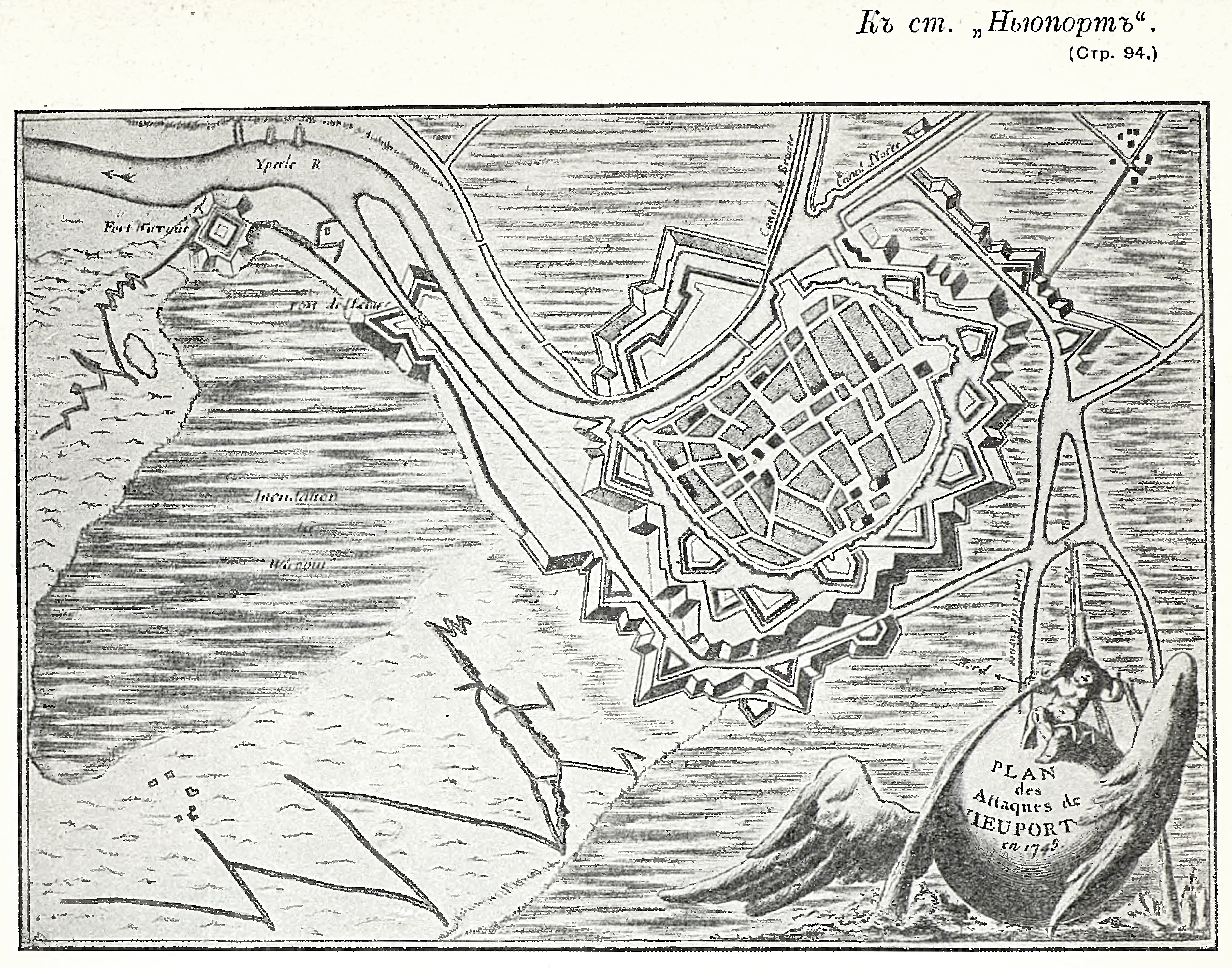
Карта 1743 года

Правами города Ньивпорт наделил в 1163 году граф Филипп Фландрский, перенёсший сюда гавань из Зандхофда. В конце XVI века город служил базой дюнкерских приватиров. В 1600 году у Ньивпорта произошло сражение между нидерландской и испанскими армиями.
Во время Семилетней войны находился под французской оккупацией (1757—1763 гг.). В 1794 году был вновь занят французами под командованием Моро. В 1866 году старые укрепления Ньивпорта были демонтированы.
Битва на Изере, в ходе которой город был почти полностью разрушен, вынудила бельгийцев открыть ньивпортские шлюзы, что привело к затоплению долины Эйзера вплоть до Диксмёйде (октябрь 1914 г.).

## Состав
В коммуну Ньивпорт помимо собственно города входят также лежащие в окрестных польдерах деревни Рамскапелле и Синт-Йорис.

## Ссылки

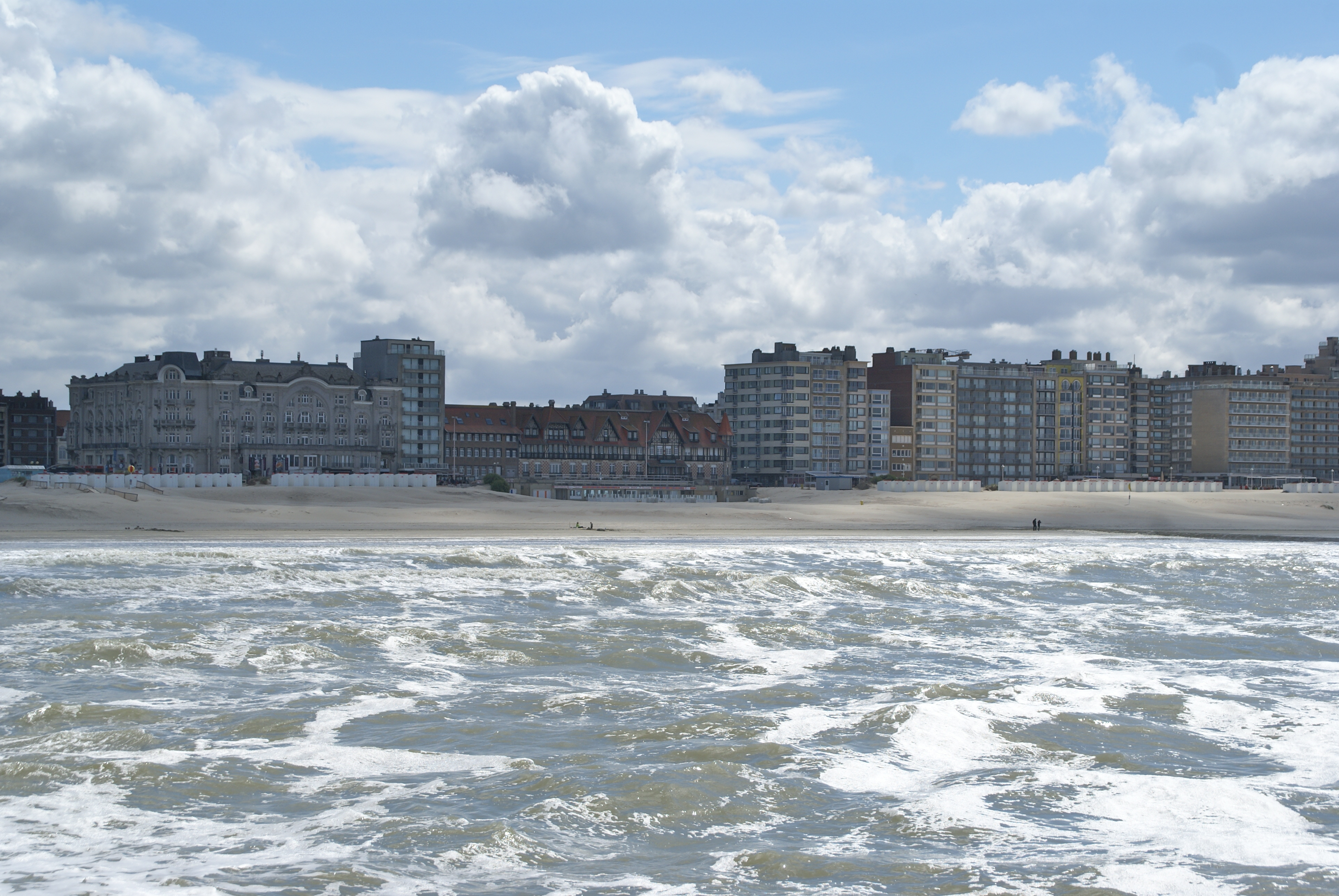
Прибрежная застройка